# Свідчення (фільм, 2015)
«Свідчення» (англ. The Testimony) — американський документальний короткометражний фільм, знятий Ванессою Блок. Стрічка є однією з десяти з-поміж 74 заявлених, що увійшли до шортлиста премії «Оскар-2016» у номінації «найкращий документальний короткометражний фільм». Фільм розповідає про суд у справі про масові зґвалтування під час конфлікту у Північному Ківу в Демократичній Республіці Конго.